# Vorderer Kesselgupf
De Vorderer Kesselgupf is een berg in de deelstaat Opper-Oostenrijk, Oostenrijk. De berg heeft een hoogte van 1.822 meter. 
De Vorderer Kesselgupf is onderdeel van het Höllengebergte.